# 黑伯理
黑伯理（1918年—2015年2月13日），原名映月，男，回族，山东临清人，中华人民共和国政治人物。

## 生平
1937年加入中国共产党。早年参加学生运动，后担任八路军129师驻鲁西北联络处主任。1939年，任115师武装工作团政委。1945年，任临清市市长。1959年，任中共宁夏回族自治区党委秘书长。1982年，任中共宁夏自治区党委常委、副书记，后升任自治区人民政府主席，兼任自治区人大常委会主任。
2015年2月13日，黑伯理因病在北京逝世。